# Erebus obnubilata
Erebus obnubilata är en fjärilsart som beskrevs av W. Warren 1913. Erebus obnubilata ingår i släktet Erebus och familjen nattflyn. Inga underarter finns listade i Catalogue of Life.